# Cyclopropan
Cyclopropan là một hợp chất hữu cơ có công thức phân tử C3H6. Cyclopropan còn có một đồng phân khác là propylen.

## Cấu trúc phân tử

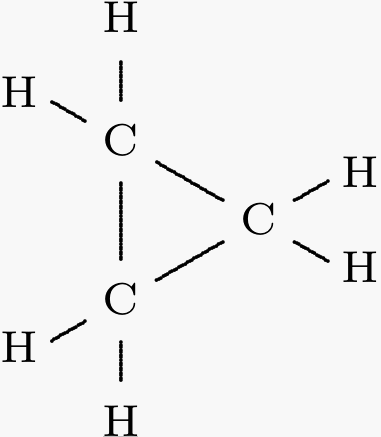
Công thức cấu tạo phân tử của cycloprôpan

Phân tử cyclopropan bao gồm 3 nguyên tử cacbon liên kết với nhau tạo thành một vòng, với mỗi nguyên tử cacbon gắn với 2 nguyên tử hiđrô. Các liên kết giữa các nguyên tử cacbon là yếu hơn nhiều so với liên kết C-C thông thường. Nó là kết quả của góc 60° giữa các nguyên tử cacbon, nhỏ hơn rất nhiều so với góc 109,5° thông thường. Sức căng của vòng này là do sự khấu trừ năng lượng từ liên kết C-C thông thường, làm cho nó có tính hoạt động hóa học cao hơn so với các ankan không tạo vòng và các cycloankan khác, chẳng hạn như cyclohexan và cyclopentan. Đây là liên kết banana của các cycloankan.
Tuy nhiên, cycloprôpan là ổn định hơn nhiều so với phân tích chỉ duy nhất sức căng góc có thể dự báo. Có điều này có lẽ là do mô hình liên kết banana (không tính tới các hiệu ứng vặn chính) là không chính xác; cycloprôpan được lập mô hình tốt hơn như là tổ hợp quỹ đạo liên kết ba tâm của mêtylen cacben. Nó tạo ra quỹ đạo Walsh của cycloprôpan, trong đó các liên kết C-C có đặc trưng pi đáng kể. Nó cũng giải thích tại sao cycloprôpan thông thường có các phản ứng tương tự như các anken.

## Tính chất hóa học
Cyclopropan có phản ứng cộng với H2 (xúc tác Ni), với dung dịch Br2 và với HBr
Khi đi qua Al2O3 ở 100 °C, cyclopropan có phản ứng đồng phân hóa mở vòng biến thành propen
Cyclopropan có phản ứng cháy với O2, tỏa nhiều nhiệt
Tuy nhiên, cyclopropan không làm mất màu dung dịch KMnO4

## Trạng thái tự nhiên
Các loại thuốc trừ sâu có nguồn gốc tự nhiên trong một số loài cúc ở châu Phi (tìm thấy trong một số loài thuộc chi Chrysanthemum) chứa cycloprôpan.

## Ứng dụng
Cycloprôpan là một chất gây mê khi hít thở phải, nhưng nó đã bị thay thế bằng các thuốc gây mê khác ít độc tính hơn trong gây mê của y học hiện đại. Khi khí này được trộn lẫn với oxy thì nguy cơ nổ là rất cao.